# Nagyhalomi földvár
Nagyhalom mára elpusztult földvár a Borsodi Mezőség Tájvédelmi Körzetben, Borsodivánkától 1 kilométerre északnyugatra.

## Fekvése
A vár az Orczy-kastély (ma szociális otthon) parkjától nyugatra található. A Hór és a ma már mesterséges mederben haladó Rima patak összefolyásától délre fekszik. A Tisza kb. 8 km-re van innen.

## Története
A várról oklevelekben nem tesznek említést. Alakjából következően valószínűleg a tatárjárás előtt épült, pusztulásának ideje ismeretlen.

## Feltárása
A várban régészeti feltárás nem történt, alaprajzi felmérését Nováki Gyula és Sándorfi György végezte el.

## Leírása
A vár egy kettős motte, két, közvetlenül egymás mellett lévő kúppal. Két mesterséges földhalomból áll, melyek között egy árok halad kanyarogva felfelé. A két dombot egy közös árok veszi körbe. Ez a nyugati oldalon hiányzik; itt egykor vizes terület volt, ami jól ellátta a hely védelmét, és nem volt szükség árokra.
A két domb hossza 52 méter, szélességük 14-16 méter. A nyugati domb északi oldalán lehetett a bejárat domb tetején lévő épületekhez, előtte széles terasz helyezkedik el.